# Пикино (Московская область)
Пикино (Пекино) — деревня  в Московской области России. Входит в городской округ Химки. Население — 159 чел. (2010).

## География
Деревня Пикино расположена в центральной части Московской области, на севере округа, примерно в 13 км к северо-западу от центра города Химки  и в 30 км к юго-востоку от города Солнечногорска, в 14 км от Московской кольцевой автодороги.
В деревне 21 улица и 2 переулка. Ближайшие населённые пункты — деревни Елино, Чёрная Грязь и посёлок Лунёво. Связана прямым автобусным сообщением с Химками (станция Сходня) и Солнечногорском.
Деревня расположена на одной из высших точек к северу от Москвы — на холме высотой около 201 м над уровнем моря. При этом примерно в 1 км к югу от деревни расположена взлётно-посадочная полоса аэропорта Шереметьево.

## История
На карте Московской губернии Ф. Ф. Шуберта — Пекино.
В «Списке населённых мест» 1862 года Пекино (Дормилово) — владельческое сельцо 6-го стана Московского уезда Московской губернии по правую сторону Санкт-Петербургского шоссе (из Москвы), в 29 верстах от губернского города, при пруде и колодцах, с 15 дворами и 154 жителями (63 мужчины, 91 женщина) в приходе села Черкизово.
По данным на 1890 год входила в состав Черкизовской волости Московского уезда, число душ составляло 118 человек.
В 1913 году — 30 дворов.
По материалам Всесоюзной переписи населения 1926 года — деревня Черногряжского сельсовета Ульяновской волости Московского уезда, проживал 221 житель (95 мужчин, 126 женщин), насчитывалось 48 хозяйств, среди которых 47 крестьянских.
С 1929 года — населённый пункт в составе Сходненского района Московского округа Московской области. Постановлением ЦИК и СНК от 23 июля 1930 года округа как административно-территориальные единицы были ликвидированы.
1929—1932 гг. — деревня Черногряжского сельсовета Сходненского района.
1932—1940 гг. — деревня Черногряжского сельсовета Солнечногорского района.
1940—1954 гг. — деревня Черногряжского сельсовета Химкинского района.
1954—1960 гг. — деревня Ржавского сельсовета Химкинского района.
1960—1963 гг. — деревня Ржавского (до 30.09.1960) и Искровского сельсоветов Солнечногорского района.
1963—1965 гг. — деревня Искровского сельсовета Солнечногорского укрупнённого сельского района.
1965—1994 гг. — деревня Искровского сельсовета Солнечногорского района.
В 1994 году Московской областной думой было утверждено положение о местном самоуправлении в Московской области, сельские советы как административно-территориальные единицы были преобразованы в сельские округа.
В 1994—2004 гг. деревня входила в Искровский сельский округ Солнечногорского района, в 2005—2019 годах — в Лунёвское сельское поселение Солнечногорского муниципального района, в 2019—2022 годах  — в состав городского округа Солнечногорск, с 1 января 2023 года включена в состав городского округа Химки.

## Население
| 1852 | 1859 | 1890 | 1899 | 1926 | 1932 | 1966 |
| ---- | ---- | ---- | ---- | ---- | ---- | ---- |
| 154  | →154 | ↘118 | ↗150 | ↗221 | ↗269 | ↗305 |
| 1998 | 2002 | 2010 |      |      |      |      |
| ↘53  | ↘49  | ↗159 |      |      |      |      |